# Angela Voigt
Angela Voigt z domu Schmalfeld (ur. 18 maja 1951 w Weferlingen, zm. 11 kwietnia 2013 w Magdeburgu) – niemiecka lekkoatletka reprezentująca NRD,  specjalistka skoku w dal, mistrzyni olimpijska z 1976.
Początkowo specjalizowała się również w pięcioboju, ale po kontuzjach skoncentrowała się na skoku w dal.
Zdobyła srebrny medal w skoku w dal na halowych mistrzostwach Europy w 1974 w Göteborgu. Na mistrzostwach Europy w 1974 w Rzymie zajęła w tej konkurencji 4. miejsce. Na halowych mistrzostwach Europy w 1976 w Monachium zajęła 4. miejsce.
9 maja 1976 w Dreźnie ustanowiła rekord świata wynikiem 6,92 m. Dziesięć dni później został on poprawiony przez jej koleżankę z reprezentacji NRD Siegrun Siegl.
Zwyciężyła w skoku w dal na igrzyskach olimpijskich w 1976 w Montrealu skokiem na odległość 6,72 m. Siegl była czwarta (ale zwyciężyła na tych igrzyskach w pięcioboju). Voigt pauzowała w 1977, ponieważ urodziła dziecko.
Na mistrzostwach Europy w 1978 w Pradze zdobyła srebrny medal. Zakończyła karierę w 1982.
Voigt była mistrzynią NRD w skoku w dal w latach 1973, 1975, 1976, 1978 i 1979, a w pięcioboju wicemistrzynią w 1973 i brązową medalistką w 1972. Była również halową mistrzynią NRD w skoku w dal w 1973, 1974, 1976 i 1982, a także mistrzynią w pięcioboju w 1973 i wicemistrzynią w 1972.
Rekordy życiowe:
| Konkurencja       | Data i miejsce           | Wynik |
| ----------------- | ------------------------ | ----- |
| skok w dal        | 9 maja 1976, Drezno      | 6,92  |
| skok w dal (hala) | 25 stycznia 1976, Berlin | 6,76  |